# Эли, Фредди
Фредери́к Хосе́ Эли Арле (фр. Fréderic José Elie Arlet; 10 марта 1946, Порт-о-Пренс — 2 ноября 2023, Маракайбо) — венесуэльский футболист и футбольный тренер, играл на позиции защитника.

## Биография

### Юность
Родился в Порт-о-Пренсе (Гаити) и в 1954 году переехал в Венесуэлу.

### Клубная карьера
В течение пяти сезонов Эли выступал в Венесуэле за «Депортиво Галисию». В 1969 году перешёл в «Депортиво Италию», цвета которой защищал в течение двух сезонов. В 1971 году стал игроком «Валенсии».
С 1972 по 1973 год играл в Перу за «Хосе Гальвес» и «Альянсу Лима». Он был одним из первых венесуэльских футболистов, игравших за границей. Вернувшись в Венесуэлу, играл за «Валенсию», «Португесу», «Тикире Флорес», «Лару» и «Универсидад де Лос-Андес».

### Карьера в сборной
В составе сборной Венесуэлы принимал участие на чемпионате Южной Америки 1967 года, на котором был основным игроком и сыграл в 5 матчах на турнире. Сборная Венесуэлы заняла 5-е место, проиграв 4 матча. Всего за сборную Венесуэлы сыграл 20 матчей и забил 1 гол.

### Тренерская карьера
В 2001 году работал главным тренером «Унион Атлетико Маракайбо», а затем тренировал детские и юношеские команды.

### Смерть
Скончался 2 ноября 2023 года в Маракайбо в возрасте 77 лет.